# Athyrma paucimacula
Athyrma paucimacula là một loài bướm đêm trong họ Erebidae.